# Saint-Exupéry-les-Roches

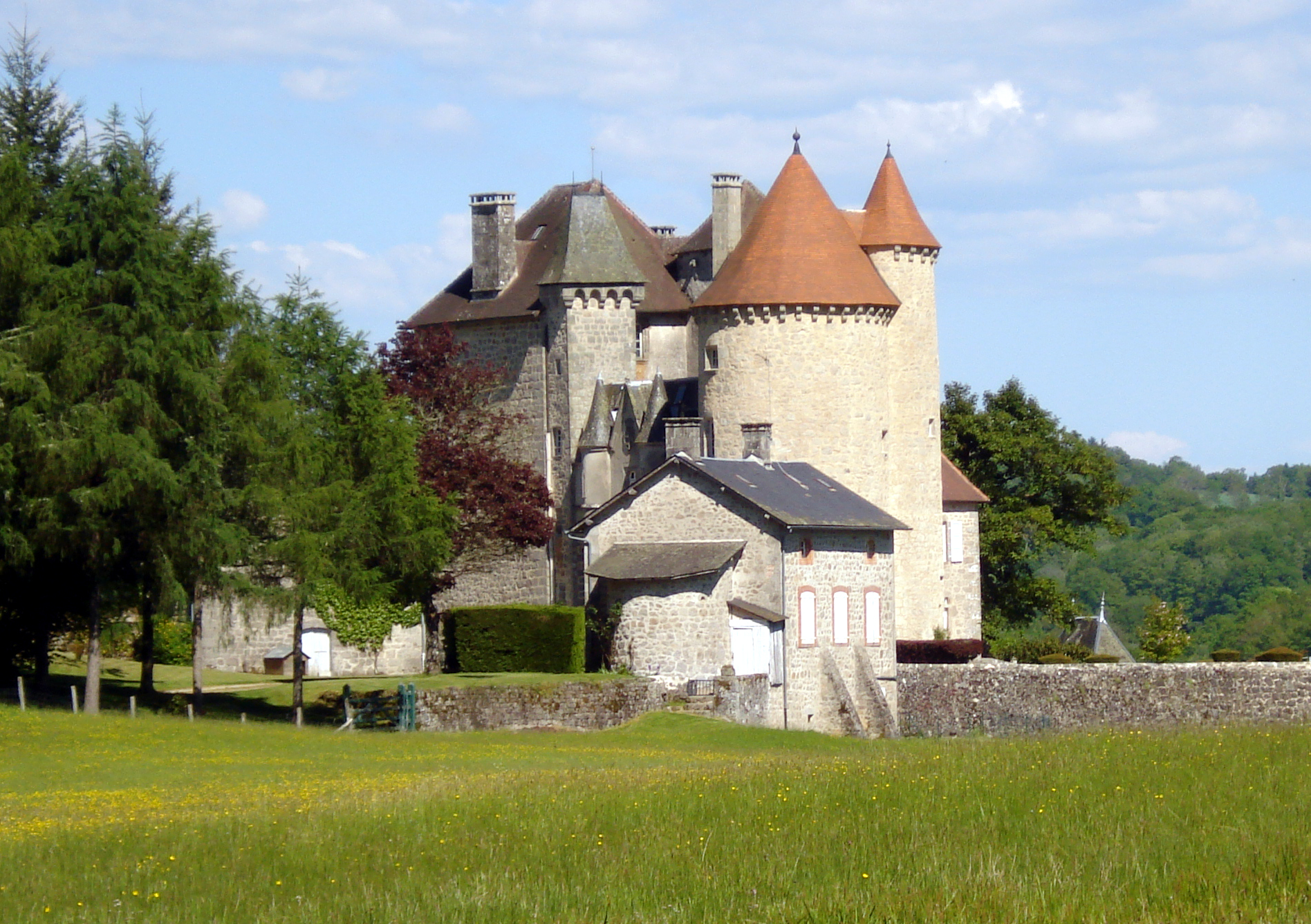
Zamek w Saint-Exupéry-les-Roches, 2010

Saint-Exupéry-les-Roches – miejscowość i gmina we Francji, w regionie Nowa Akwitania, w departamencie Corrèze.
Według danych na rok 1990 gminę zamieszkiwało 515 osób, a gęstość zaludnienia wynosiła 14 osób/km² (wśród 747 gmin Limousin Saint-Exupéry-les-Roches plasuje się na 250. miejscu pod względem liczby ludności, natomiast pod względem powierzchni na miejscu 105.).